# 도건우
도건우(都建祐, 1964년 12월 25일~)는 대한민국의 가수, 작사가, 레코딩 엔지니어, 음악 프로듀서, 기업인이다.
대한민국 최초의 아이돌 댄스 팝 음악 그룹이라 일컬어지는 남성 3인조 댄스 팝 음악 보이 그룹 "소방차"의 구성원이었으며 레코딩 엔지니어, 음반 프로듀서를 거쳐 현재는 LP바를 운영하고 있다.
국민학교 시절에는 기계 체조를 잠깐 배웠으며 1983년에 심인고등학교 졸업을 한 그는, 댄스에도 특기가 있었고, 1983년 음악 댄스 팀의 일원으로 활약하면서 1985년 김응천이 감독한 영화 《춤추는 청춘대학》의 단역을 통해 영화배우로 데뷔한 이후 1988년 "소방차"에 구성원으로 가담하여 가수로 정식 데뷔하였다. 1990년 소방차가 해체된 후에는 레코딩 엔지니어와 음악 프로듀서로 활동하며 피플크루, 리치, MC몽 등을 제작 및 디렉터 담당키도 하였다.
1994년 "소방차"가 재결성되었을 때 구성원으로 가담하지는 않았으나 그 해에 발표된 《소방차 4집》의 수록곡 《바이 바이(Bye-bye)》(작곡: 주영훈)라는 곡의 작사를 맡았다.
현재는 《R.ef》의 박철우와 함께 서울 용산구 이촌동과 강남구 청담동에서 LP뮤직바를 운영하고 있다.

## 필모그래피

### 영화
- 1985년 《춤추는 청춘대학》 ... 춤추는 청년 황낙건 역(단역)